# Big Thing
Albums de Duran Duran
Notorious
(1986) Decade: Greatest Hits
(1989)
Singles
1. I Don't Want Your Love
Sortie : septembre 1988
2. All She Wants Is
Sortie : décembre 1988
3. Do You Believe In Shame?
Sortie : avril 1989
4. Big Thing
Sortie : au Mexique uniquement
5. Too Late Marlene
Sortie : au Brésil uniquement

Big Thing est le 5e album studio du groupe anglais Duran Duran sorti en 1988. Il marque les débuts d'une douloureuse période de remise en question artistique dans la carrière du groupe. L'album précédent, Notorious, avait connu des ventes décevantes et le groupe cherchait alors la crédibilité. Son ambition affichée ayant toujours été de concilier réussite artistique et succès commercial, Duran Duran entreprend alors de durcir le ton, de créer la surprise.

## Historique et enregistrement
Après une tournée mondiale d'environ 12 mois dans le monde, Duran Duran retourne au studio Davout à Paris dans l'optique de « faire leur Sgt. Pepper ». Le groupe collabore ici avec le producteur Jonathan Elias (rencontré durant enregistrement de A View to a Kill avec John Barry). Ils retrouvent par ailleurs l'ingénieur du son français Daniel Abraham, rencontré pour l'album Notorious et qui a ensuite mixé le mini album live Duran Goes Dutch. Comme pour Notorious, le groupe se rend au studio Davout pour commencer à écrire de nouvelles chansons.
À Paris, le groupe rencontre divers artistes comme John Cale et Serge Gainsbourg, qui auraient pu être présents sur l'album, mais cela ne s'est pas fait.

## Singles
Le premier single, I Don't Want Your Love, sort en septembre 1988. Hormis en Italie, il sera un échec en Europe mais atteindra la 4e du Billboard Hot 100 américain.
All She Wants Is sort en décembre 1988. Il atteint la 1re place du Hot Dance Club Songs aux Etats-Unis. Le 3e single, Do You Believe in Shame?, sort en avril 1989 et ne rencontre lui aussi pas un grand succès.
Dans certains pays sud-américains, les titres Big Thing et Too Late Marlene sortiront en singles.

## Critique
Big Thing reçoit un accueil mitigé à sa sortie. Le succès américain du single I Don't Want Your Love (n°4) n'occulte pas les difficultés rencontrées par le groupe dans le délicat exercice qui consiste à créer l'évènement, encore et toujours, malgré une réputation (très exagérée) de groupe surfant sur les modes[réf. nécessaire]. Dans le magazine Guitare et Claviers, le journaliste livre une critique positive de l'album : « Ce Big Thing est aérien, léger, travaillé, vraiment chiadé [...] Après les deux premiers morceaux qui traînent là pour rassurer les fans, l'oreille de chien battu de l'auditeur se redresse et reste dressée jusqu'à la fin de l'album. [...] Les Duran se sont jetés avec gourmandise sur les derniers raffinements de la technique, comme en témoigne le sampling “ahans-de-fille-excitée” sur All She Wants Is ou le chant des baleines sur Palomino, la plus belle chanson du disque : une chouette ballade avec un pont au synthé genre “piano préparé” à la John Cage ».
La version initiale de la chanson Drug (It's Just a State of Mind) sera souvent pointée du doigt. Lors de la réédition de 2010, elle sera remplacée par le mix initial de Daniel Abraham, qui n'était alors disponible que sur quelques éditions japonaises. Dans le livret de la réédition, John Taylor explique la raison de ces différentes versions :

« Quand nous avons livré Big Thing à EMI, cette chanson était considérée comme un single potentiel et nous avons décidé qu'il devrait y en avoir des remixes [...] Mais le remix de Drug est devenu une affaire contentieuse au sein du groupe [...] Il présentait le titre dans le style dance de l'époque. La décision a été prise hâtivement - l'album devait être masterisé et sortir - de retenir cette version remixée. Nous avons réalisé très rapidement que nous venions de commettre une grosse erreur. »

— John Taylor
L'ingénieur du son Daniel Abraham ajoute pour sa part : « John était plutôt furieux, il pensait que ça ne collait pas au reste du disque. En ce qui me concerne, j'ai pensé que c'était une grosse erreur du point de vue de la cohérence ; d'autre part, ça faisait mode, et donc, il était clair que ça ferait très rapidement daté. Ils auraient dû simplement sortir le remix sur un 12" ».

## Recherche son style
Avec une certaine schizophrénie, Duran Duran s'empare alors des courants musicaux en vogue (l'acid house sur All She Wants Is, par exemple, un semi-échec commercial malgré une efficacité redoutable) tout en se disant hors normes, tentant d'imposer une esthétique arty jusque dans le morceau final, Lake Shore Driving (une avalanche de guitares hard rock sur des percussions quasi-tribales).
À travers les clips issus de cet album, le groupe affichait également une image moins consensuelle, plus grave, motivée par une exaspération vis-à-vis du « music business » et une volonté de détachement[réf. nécessaire].

## Liste des titres
Toutes les chansons de l'album Big Thing sont écrites et arrangées par le groupe.
| No  | Titre                            | Durée |
| --- | -------------------------------- | ----- |
| 1.  | Big Thing                        | 3:40  |
| 2.  | I Don't Want Your Love           | 4:06  |
| 3.  | All She Wants Is                 | 4:34  |
| 4.  | Too Late Marlene                 | 5:08  |
| 5.  | Drug (It's Just a State of Mind) | 4:18  |
| 6.  | Do You Believe In Shame?         | 4:23  |
| 7.  | Palomino                         | 5:19  |
| 8.  | Interlude One                    | 0:32  |
| 9.  | Land                             | 6:12  |
| 10. | Flute Interlude                  | 0:32  |
| 11. | The Edge of America              | 2:37  |
| 12. | Lake Shore Driving               | 3:03  |

| 13. | Drug (It's Just a State of Mind) (Daniel Abraham Mix) | 4:20 |

### Réédition de 2010
| No  | Titre                            | Durée |
| --- | -------------------------------- | ----- |
| 1.  | Big Thing (Nocymb)               | 3:41  |
| 2.  | I Don't Want Your Love           | 4:06  |
| 3.  | All She Wants Is                 | 4:34  |
| 4.  | Too Late Marlene                 | 5:08  |
| 5.  | Drug (It's Just a State of Mind) | 4:18  |
| 6.  | Do You Believe in Shame?         | 4:23  |
| 7.  | Palomino                         | 5:19  |
| 8.  | Interlude One                    | 0:32  |
| 9.  | Land                             | 6:12  |
| 10. | Flute Interlude                  | 0:32  |
| 11. | The Edge of America              | 2:37  |
| 12. | Lake Shore Driving               | 3:03  |

| No | Titre                                       | Durée |
| -- | ------------------------------------------- | ----- |
| 1. | I Don’t Want Your Love (7” mix)             | 3:47  |
| 2. | All She Wants Is (45 mix)                   | 4:36  |
| 3. | I Believe/All I Need To Know (Full version) | 6:21  |
| 4. | The Krush Brothers LSD Edit                 | 3:30  |
| 5. | God (London)                                | 1:40  |
| 6. | This Is How a Road Gets Made                | 0:47  |
| 7. | Palomino (edit)                             | 3:30  |
| 8. | Drug (It’s Just a State Of Mind) (Remix)    | 4:36  |
| 9. | Big Thing (7” mix)                          | 3:53  |

| 10. | I Don’t Want Your Love (Big mix) | 7:24 |
| 11. | All She Wants Is (US master mix) | 7:19 |
| 12. | Big Thing (12” mix)              | 6:40 |
| 13. | All She Wants Is (Eurohouse mix) | 7:34 |

### DVD
| 1.  | Introduction / God                               | 1:57 |
| 2.  | Big Thing                                        | 4:10 |
| 3.  | I Don’t Want Your Love                           | 4:48 |
| 4.  | Hungry Like the Wolf                             | 4:28 |
| 5.  | Do You Believe in Shame?                         | 4:39 |
| 6.  | All She Wants Is/Planet Earth                    | 5:47 |
| 7.  | This Is How a Road Gets Made / Winter Marches On | 4:20 |
| 8.  | Palomino                                         | 5:47 |
| 9.  | Too Late Marlene                                 | 5:52 |
| 10. | Girls on Film                                    | 3:43 |
| 11. | Notorious                                        | 4:54 |
| 12. | Skin Trade                                       | 5:58 |
| 13. | Is There Something I Should Know?                | 4:56 |
| 14. | The Wild Boys/Drug                               | 8:02 |
| 15. | Band Introduction / Save a Prayer                | 7:48 |
| 16. | The Reflex                                       | 4:03 |
| 17. | Rio                                              | 3:41 |
| 18. | The Edge of America                              | 9:42 |

| 19. | I Don’t Want Your Love   |  |
| 20. | All She Wants Is         |  |
| 21. | Do You Believe in Shame? |  |

## Crédits
Duran Duran
- Simon Le Bon : chant
- Nick Rhodes : claviers, synthétiseurs
- John Taylor : basse

## Musiciens additionnels
- Warren Cuccurullo, Chester Kamen : guitares[6]
- Steve Ferrone et Sterling Campbell : batterie
- Louis César Ewandé et Marc Chantereau : percussions
- Patrick Bourgoin, Stan Harrison et David Tofani : saxophone
- Mac Gollehon et Lew Soloff : trompette
- Carole Fredericks, Joniece Jamison, Beckie Bell et Yvonne Jones : chœurs
- Jonathan Elias : claviers additionnels

## Production
- Jonathan Elias : production
- Daniel Abraham : coproduction, mixage, ingénieur du son
- Ted Jensen : mastering
- Virginia Liberatore : photographies
- Artwork et design : Hans Arnold